# Thionia minor
Thionia minor är en insektsart som beskrevs av Schmidt 1910. Thionia minor ingår i släktet Thionia och familjen sköldstritar. Inga underarter finns listade i Catalogue of Life.